# إنديانابوليس 500 سنة 1999
سباق إنديانا بوليس -500 ميل 1999 أقيم في حلبة إنديانابوليس موتور سبيدواي في 30 مايو 1999 وفاز في السباق كيني براك بمتوسط سرعة 153.176 ميل/س (247 كم/س).
وكان أول المنطلقين آري لينديك بسرعة 225.179 ميل/س (362 كم/س).